# Macrargus alpinus
Espèce
Macrargus alpinus est une espèce d'araignées aranéomorphes de la famille des Linyphiidae.

## Distribution
Cette espèce est endémique de Chine. Elle se rencontre au Fujian et au Hubei.

## Publication originale
- Song, Zhu & Li, 1993 : Arachnida: Araneae. Animals of Longqi Mountain, China Forestry Publishing House, Beijing, p. 852-890.